# Дорошенко, Павел Яковлевич
Па́вел Я́ковлевич Дороше́нко (1915—1944) — советский лётчик штурмовой авиации, командир эскадрильи 955-го штурмового авиационного полка 305-й штурмовой авиационной дивизии 17-й воздушной армии 3-го Украинского фронта, майор. Герой Советского Союза.

## Биография
Родился в селе Райское Андреевского района Сталинской области в крестьянской семье Якова Павловича Дорошенко. Украинец. Окончил 7 классов школы, школу ФЗУ, планерную школу. Работал слесарем в Дружковке. В РККА с 1941 года, учился в Ворошиловградской военной авиационной школе, на фронте с 24 марта 1943 года. Член ВЛКСМ с 1938 года, ВКП(б) с сентября 1943 года.
Совершил 93 боевых вылета и 17 разведывательных. Участник битвы на Курской дуге. Освобождал Донбасс. Уничтожил 3 самолёта, 6 танков, 63 автомобиля, 17 орудий, 47 повозок со снарядами, 27 миномётов, до 500 солдат и офицеров противника. Летал на Ил-2.
27 октября 1944 года Павел Яковлевич сбит зенитным огнём в небе Эстонии при выполнении боевого задания в районе Капляс, скончался по пути в госпиталь. Похоронен в городе Елгава (Латвия) на братском кладбище на улице Грауду.

## Память
- В городе Дружковка именем Героя названы улица и школа № 11, на здании которой установлена мемориальная доска.
- В посёлке городского типа Райское установлен его бюст.

## Награды
- Указом Президиума Верховного Совета СССР от 1 июля 1944 года за образцовое выполнение боевых заданий командования на фронте борьбы с немецко-фашистскими захватчиками и проявленные при этом мужество и героизм, старшему лейтенанту Павлу Яковлевичу Дорошенко присвоено звание Героя Советского Союза с вручением ордена Ленина и медали «Золотая Звезда» (№ 2703).
- Награждён также двумя орденами Красного Знамени (18.03.1944[3] и 29.04.1944[4]), орденами Александра Невского (4.10.1944)[5], двумя орденами Отечественной войны 2-й степени (25.10.1943[6] и посмертно 28.10.1944[7]), Красной Звезды (9.08.1943)[8].